# Spermacoce angustifolia
Spermacoce angustifolia är en måreväxtart som först beskrevs av Johan Baptist Spanoghe, och fick sitt nu gällande namn av Jacob Gijsbert Boerlage. Spermacoce angustifolia ingår i släktet Spermacoce och familjen måreväxter. Inga underarter finns listade i Catalogue of Life.